# Liste der Wappen in der Provinz Terni
Die Liste der Wappen in der Provinz Terni beinhaltet alle in der Wikipedia gelisteten Wappen der Provinz Terni in der Region Umbrien in Italien. In dieser Liste werden die Wappen mit dem Gemeindelink angezeigt.

## Wappen der Provinz Terni

Provinz Terni
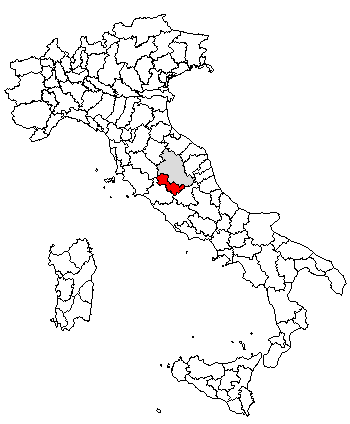
Lage der Provinz in Italien

## Wappen der Gemeinden der Provinz Terni

Acquasparta
Allerona
Alviano
Amelia
Arrone
Attigliano
Avigliano Umbro
Baschi
Calvi dell’Umbria
Castel Giorgio
Castel Viscardo
Fabro
Ferentillo
Ficulle
Giove
Guardea
Lugnano in Teverina
Montecastrilli
Montecchio
Montefranco
Montegabbione
Monteleone d’Orvieto
Narni
Orvieto
Otricoli
Parrano
Penna in Teverina
Polino
Porano
San Gemini
San Venanzo
Stroncone